# Neillia densiflora
Neillia densiflora är en rosväxtart som beskrevs av Tse Tsun Yu och L.T. Lu. Neillia densiflora ingår i släktet klockspireor, och familjen rosväxter. Inga underarter finns listade i Catalogue of Life.